# PNS Moawin (A39)
PNS Moawin (A39) je zásobovací tanker pákistánského námořnictva. Jedná se o největší válečnou loď postavenou v Pákistánu. Jeho hlavním úkolem je zásobování válečných lodí palivem, vodou a municí. Tanker je ve službě od roku 2018.

## Stavba
Tanker vyvinula turecká firma Savunma Teknolojileri Mühendislik ve Ticaret A.Ş. (STM). Jeho stavba byla objednána 22. ledna 2013. Tanker postavila domácí pákistánská loděnice Karachi Shipyard & Engineering Works (KS&EW) v Karáčí s využitím komponentů dodaných tureckou STM. Stavba byla zahájena v listopadu 2013, přičemž jeho kýl byl založen 7. března 2014. Na vodu byla loď spuštěna 19. srpna 2016. Ceremoniálu se účastnil ministerský předseda Naváz Šaríf. V dubnu 2018 plavidlo úspěšně absolvovalo první kolo zkoušek. Do služby bylo přijato 16. října 2018.

## Konstrukce
Tanker má dvoutrupou koncepci. Kromě 169 členů posádky je vybaven kajutami pro dalších 59 osob. Kapacita tankeru je 8158 tun paliva, 150 tun leteckého paliva JP5, 1002 tun pitné vody a 100 tun dalšího pevného nákladu. Tanker je vybaven třemi stanicemi pro zásobování palivem (dvě na bocích a třetí na zádi) a dvěma pro předávání pevných zásob. Palivo tak je moci poskytovat až třem lodím najednou. Obrannou výzbroj tvoří dva 20mm kanónové komplety Phalanx CIWS a dvě dálkově ovládané zbraňové stanice ASELSAN STOP vyzbrojené po jednom 25mm kanónu. Na zádi se nachází přistávací plocha a hangár pro dva vrtulníky Sea King Mk.45, které jsou používány k zásobování, případně i k boji proti lodím a ponorkám. Pohonný systém tvoří dva diesely, každý o výkonu 6000 kW, pohánějící dva lodní šrouby s nastavitelnými lopatkami. Plánovaná nejvyšší rychlost je 20 uzlů a dosah 10 000 námořních mil při rychlosti 15 uzlů. Vytrvalost je 90 dní.